# Vierkante piramide
Een vierkante piramide is in de meetkunde een piramide met een vierkante basis, waarop vier driehoekige zijvlakken staan.
Als alle zijvlakken gelijkzijdige driehoeken zijn dan is de piramide het johnsonlichaam J1. Het is dan de helft van een regelmatig achtvlak, dus is er bijvoorbeeld een ruimtevulling met alleen vierkante piramides en regelmatige viervlakken mogelijk. Het johnsonlichaam vierkante piramide is het duale veelvlak van zichzelf en een deel van een verschillende andere johnsonlichamen. Er komen in de scheikunde moleculen voor met een vierkant piramidale moleculaire geometrie.
Het is mogelijk een vierkante piramide zo te kiezen, dat het het zesde deel van een kubus is. De zo bepaalde vierkante piramide is geen johnsonlichaam. Het achtvlak is een vierkante bipiramide samengesteld uit twee van deze vierkante piramides.
De piramide van Cheops is er niet hoog genoeg voor om gelijkvormig aan het johnsonlichaam J1 te zijn. De 92 johnsonlichamen werden in 1966 door Norman Johnson benoemd en beschreven.